# Stadio Iconico di Lusail
Lo stadio Iconico di Lusail (in inglese Lusail Iconic Stadium) o stadio Nazionale di Lusail (in arabo ملعب لوسيل الدولي‎?, Mlʻb lwsyl al-dawlī, in inglese Lusail National Stadium) è uno stadio di Lusail, in Qatar. La struttura ha ospitato in totale 10 partite del campionato mondiale di calcio 2022, di cui 6 gare della fase a gironi, un ottavo di finale, un quarto di finale, una semifinale e la finale per il primo posto, vinta dall'Argentina. Si tratta del massimo numero di partite ospitate da uno stadio in una singola edizione dei mondiali, record condiviso con altri 3 impianti (Stadio del Centenario di Montevideo nel 1930, Estadio Nacional de Chile nel 1962 ed Estadio Azteca nel 1970).
La costruzione è iniziata ufficialmente l'11 aprile 2017, mentre il progetto definitivo è stato presentato a dicembre 2018. L'impianto è stato aperto il 25 ottobre 2021.

## Progetto
Il design dello stadio, progettato dalla società britannica Foster + Partners, supportata da MANICA Architecture e KEO Consultants, prevede una base semi circolare circondata da un fossato e collegata ai parcheggi da sei ponti. Un atrio pedonale esterno si estende dall'acqua verso una serie di edifici limitrofi più piccoli e verso un hotel situato sul perimetro dello stadio, mentre la struttura interna dello stadio ricorda l'antica arte araba della tessitura della ciotola.
Il tetto a forma di sella, sorretto da un anello di colonne ad arco, sembra galleggiare sopra la ciotola in cemento e la sua sezione centrale può essere retratta per consentire al campo di essere aperto o completamente coperto. Il profilo concavo del recinto esterno dello stadio, inoltre, evoca le vele di una tradizionale Dau.
All'interno, la ciotola è progettata per migliorare l'esperienza e l'atmosfera per gli spettatori: gli alloggi VIP e di hospitality sono concentrati lungo i lati del campo per creare una striscia continua di tifosi dietro ogni porta. In fase di progettazione è stata data importanza anche all'aspetto ecologico della struttura: le aree di parcheggio e di servizio sono ombreggiate da tettoie dotate di pannelli fotovoltaici che producono energia per lo stadio quando è in uso, oltre a generare energia per gli edifici vicini.
Al termine della Coppa del mondo, la struttura verrà riconfigurata in uno stadio da 40 000 posti. I sedili in eccesso saranno rimossi e altre parti dell'edificio saranno riutilizzate come spazi comuni dotati di negozi, caffetterie, strutture per l'atletica e per l'istruzione, nonché di una clinica.

## Le partite
| Data                      | Giornata         | Partita        | Partita             | Partita        | Spettatori |
| ------------------------- | ---------------- | -------------- | ------------------- | -------------- | ---------- |
| Coppa del mondo FIFA 2022 |                  |                |                     |                |            |
| 22 novembre 2022          | Gruppo C         | Argentina      | 1–2                 | Arabia Saudita | 88 012     |
| 24 novembre 2022          | Gruppo G         | Brasile        | 2–0                 | Serbia         | 88 103     |
| 26 novembre 2022          | Gruppo C         | Argentina      | 2–0                 | Messico        | 88 966     |
| 28 novembre 2022          | Gruppo H         | Portogallo     | 2–0                 | Uruguay        | 88 668     |
| 30 novembre 2022          | Gruppo C         | Arabia Saudita | 1–2                 | Messico        | 84 985     |
| 2 dicembre 2022           | Gruppo G         | Camerun        | 1–0                 | Brasile        | 85 986     |
| 6 dicembre 2022           | Ottavi di finale | Portogallo     | 6–1                 | Svizzera       | 83 720     |
| 9 dicembre 2022           | Quarti di finale | Paesi Bassi    | 2–2 (dts) (3-4 dtr) | Argentina      | 88 235     |
| 13 dicembre 2022          | Semifinale       | Argentina      | 3–0                 | Croazia        | 88 966     |
| 18 dicembre 2022          | Finale           | Argentina      | 3–3 (dts) (4-2 dtr) | Francia        | 88 966     |

| Data              | Giornata | Partita   | Partita | Partita | Spettatori |
| ----------------- | -------- | --------- | ------- | ------- | ---------- |
| Coppa d'Asia 2023 |          |           |         |         |            |
| 12 gennaio 2024   | Gruppo A | Qatar     | 3–0     | Libano  | 82 490     |
| 10 febbraio 2024  | Finale   | Giordania | 1-3     | Qatar   | 86 492     |